# Żarczyce Duże
Żarczyce Duże (dawn. Żarczyce Większe) – wieś w Polsce położona w województwie świętokrzyskim, w powiecie jędrzejowskim, w gminie Małogoszcz.
| SIMC    | Nazwa      | Rodzaj    |
| ------- | ---------- | --------- |
| 0249685 | Okupniki   | część wsi |
| 0249691 | Stara Wieś | część wsi |
| 0249700 | Zakrucze   | część wsi |

W latach 1975–1998 miejscowość administracyjnie należała do województwa kieleckiego.
Żarczyce są punktem początkowym  niebieskiego szlaku turystycznego prowadzącego do Jedlnicy.
W Żarczycach 30 września 1700 r. urodził się Stanisław Konarski, we wsi znajduje się szkoła podstawowa jego imienia.